# Chladni (kráter)

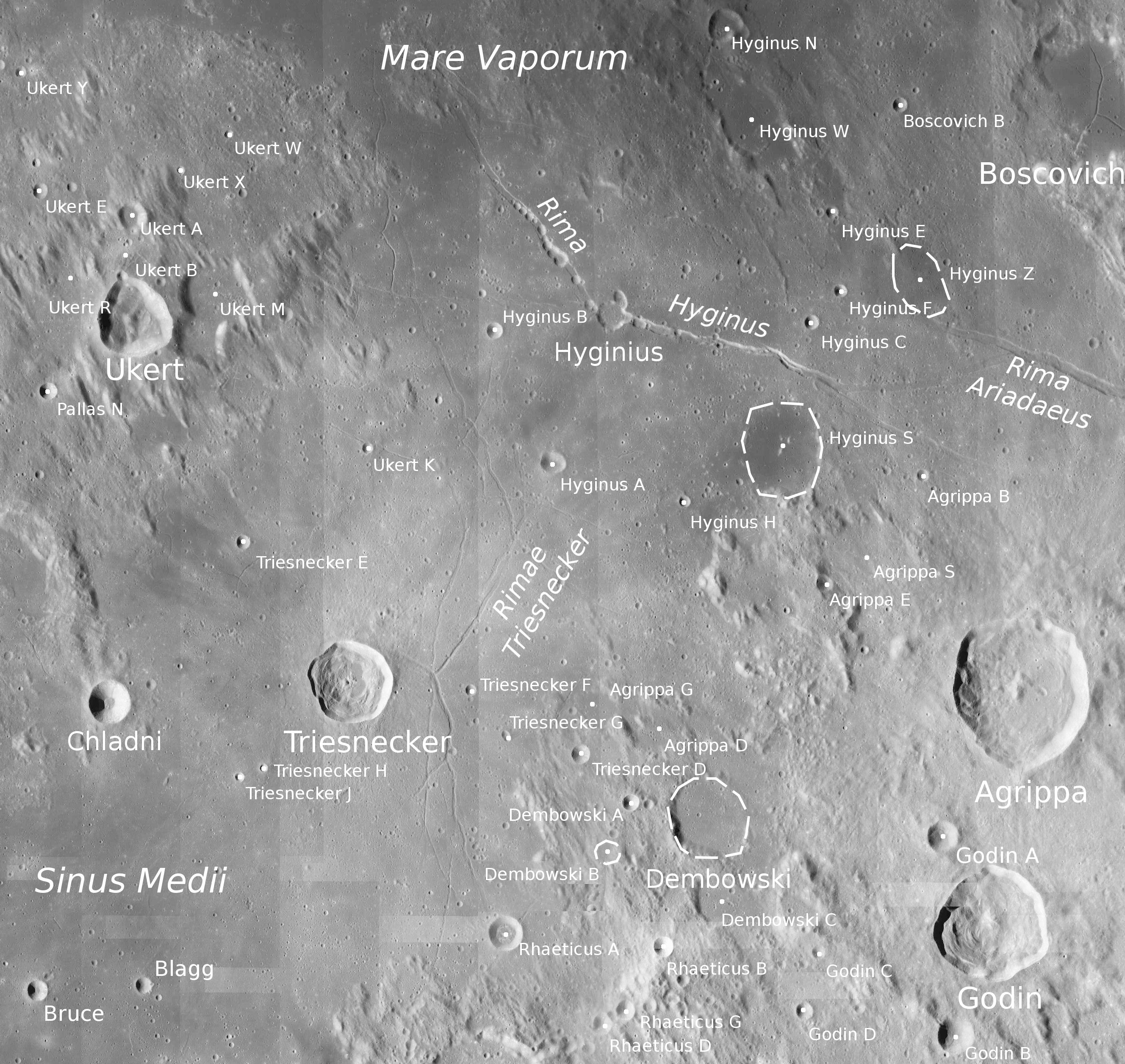
Kráter Chladni se nachází na levé straně fotografie.

Chladni je malý měsíční impaktní kráter nacházející se na přivrácené straně Měsíce poblíž nultého poledníku v Sinus Medii (Záliv středu). Má průměr 13,6 km, pojmenován je podle německého fyzika Ernsta Chladniho, který v roce 1794 jako první poukázal, že meteority jsou kosmického původu.
Severozápadně od něj leží dvojice rozrušených kráterů Murchison a Pallas, východně kráter Triesnecker.